# マルタ包囲戦 (1798年–1800年)
マルタ包囲戦、ヴァレッタ包囲戦は、1798年から1800年にかけ、地中海のマルタの首都ヴァレッタとコットネラ要塞群のフランス守備隊をマルタ人民兵と反フランス連合軍が2年にわたり封鎖、包囲した戦い。マルタではフランス封鎖 (マルタ語: L-Imblokk tal-Franċiżi) とも呼ばれる。マルタは1798年にフランスのナポレオン・ボナパルトによって征服され（フランスのマルタ占領）、クロード＝アンリ・ベルグラン・ド・ヴァーボワ率いる3000人のフランス守備隊による占領統治が行われていた。しかし急進的な改革が反発を招き、3か月でマルタ住民の反乱を招いた。1798年8月1日にナイルの海戦でイギリス海軍がフランス地中海艦隊を撃滅したことで、イギリスもマルタの反乱を支援できるようになった。フランス守備隊はヴァレッタに籠城したが、イギリスの効果的な封鎖により深刻な食糧不足に陥った。1799年前半に一度は小規模な補給隊が到着したものの、その後1800年前半までは通行が完全に断たれ、飢餓状態の守備隊は健康と士気を損ない、戦える状態ではなくなっていった。
1800年2月、マルタを救出するべくジャン＝バティスト・ペレー海軍少将率いる大補給艦隊がトゥーロンを出港した。しかしこの船団は、飢えたマルタ守備隊の見えるところでホレーショ・ネルソン海軍少将率いるイギリス艦隊に捕捉された（マルタ護送船団の海戦）。ペレーは戦死して彼の旗艦も奪われ、輸送艦隊は一隻としてヴァレッタにたどり着けなかった。翌月、フランス戦列艦ギヨーム・テルがヴァレッタからトゥーロンを目指し包囲を突破しようとしたが、これも圧倒的な数のイギリス艦隊に捕捉され、激しい戦闘の末に降伏した（1800年3月31日の海戦）。こうした内外からの救出・脱出の試みが失敗に終わり、もはやフランス守備隊の降伏は避けられなかった。それでもヴァーボワはその後5か月耐えた末に9月1日に降伏し、マルタはイギリスの支配下に入った。

## 背景

### フランスのマルタ占領
1798年5月19日、ナポレオン・ボナパルト将軍率いる3万人以上の遠征隊を載せたフランス艦隊が、南フランスのトゥーロンを出港した。彼らの目的は、1792年から始まったフランス革命戦争の戦線を拡大してエジプトとアジアにフランスの勢力を築き、イギリスに和平を強いることであった。南東へ進路を取ったフランス艦隊は、イタリア沿岸諸都市で輸送船を加えた後、6月9日5時30分にマルタの首都ヴァレッタ沖に出現した。ヴァレッタは高度に要塞化された港湾都市だった。この頃のマルタ島と周辺諸島は聖ヨハネ騎士団が統治していたが、騎士団はフランス革命によりフランス内の封土などを失ったことで、収入のほとんどを喪失し弱体化していた。マルタ住民の大多数を占めるマルタ人を支配する聖ヨハネ騎士はヨーロッパ諸国から集まっていたが、そのかなりの割合をフランス出身者が占めていた。聖ヨハネ騎士団総長フェルディナント・フォン・ホンペシュ・ツー・ボルハイムは、一度に入港できる船を制限する騎士団の伝統に則り、ナポレオンの全フランス艦隊に入港許可を出させようという要求を拒絶した。

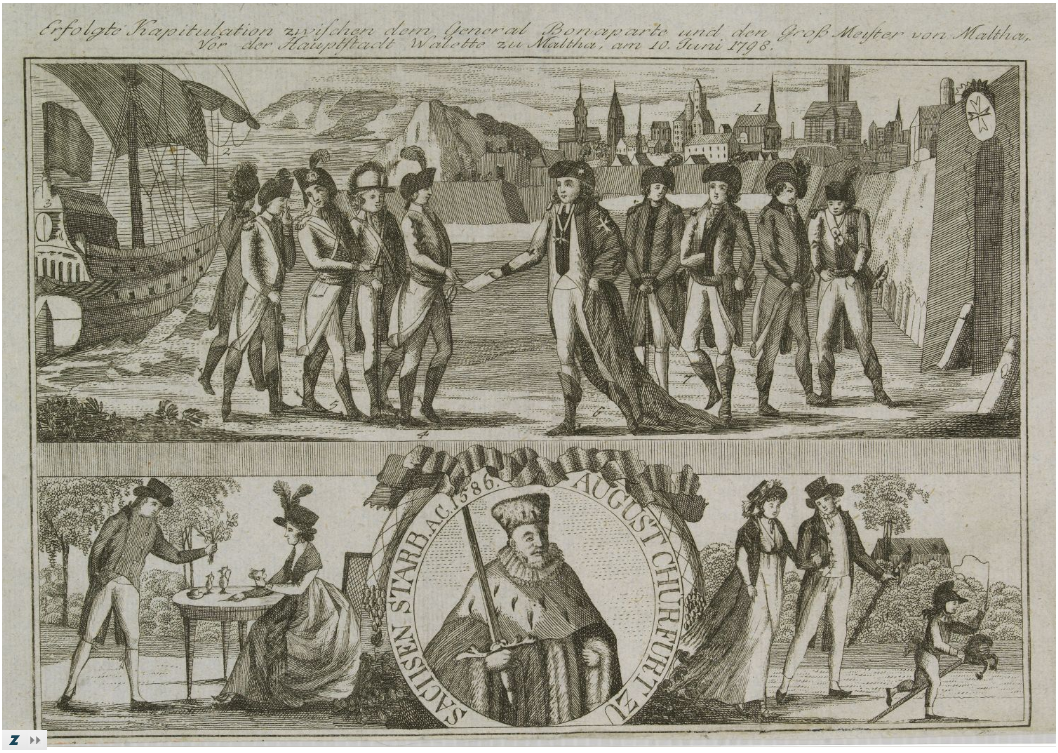
ナポレオンへのマルタの降伏

この返答を受け取ったナポレオンは、直ちに艦隊にヴァレッタ砲撃を命じた。6月11日、ルイ・バラゲイ・ディリエ将軍の指導の下で水陸両用作戦が敢行され、数千人のフランス兵が7つの戦略地点から島に上陸した。騎士団内のフランス人騎士は戦闘を放棄し、残る騎士たちも有効な抵抗を展開できなかった。約2000人のマルタ人民兵も加わって24時間抵抗が行われたが、古都イムディーナがクロード＝アンリ・ベルグラン・ド・ヴァーボワにより陥落したため、防衛側はヴァレッタへ撤退した 。ヴァレッタの要塞都市は長期間にわたり抗戦する能力を持っていたが、ナポレオンはホンペシュと交渉して、ホンペシュと騎士たちにフランス内の領地と年金を与えることと引き換えに彼らを降伏させ、騎士団の有していた莫大な物資を接収した。マルタを征服したナポレオンはヴァーボワに4000人の守備兵を与えて残し、自らは6月19日に残りの遠征隊を率いてアレクサンドリアを目指し出港した。

### ナイルの海戦
シチリアに停泊していたイギリス海軍のホレーショ・ネルソン少将は、フランス軍のマルタ占領を知ると、エジプト侵攻を阻止するべく追撃しにかかった。彼らは6月22日の夜にフランス艦隊に追いついていたがそれに気づかず、6月28日にナポレオンに先行してアレクサンドリアに到着した。ネルソンはフランス艦隊が別の目標へ向かったのだと考え、翌日アナトリアの海岸を探索しに北上したが、これにより1日もたたずにナポレオンがエジプトに到着したのを見過ごすことになってしまった。ナポレオンは抵抗を受けないまま上陸に成功してアレクサンドリアを占領し、内陸に向かった。フランス艦隊はアブキール湾近辺での停泊を命じられ、次の命令を待つことになった。8月1日、エジプトに帰ってきたネルソンのイギリス艦隊は停泊していたフランス艦隊を発見するや直ちに攻撃をはじめ、9隻の戦列艦を捕獲し2隻を沈めた。その中には、被害自体は軽微ながら炎上し沈没した旗艦オリエントもあった（ナイルの海戦）。フランス地中海艦隊が壊滅したことにより、イギリスを中心に、ポルトガル、ナポリ、ロシア、オスマン帝国などが参加する第二次対仏大同盟が急造りで結成され、この諸国の海軍は地中海を自由に航行できるようになった。

## マルタ人の反乱

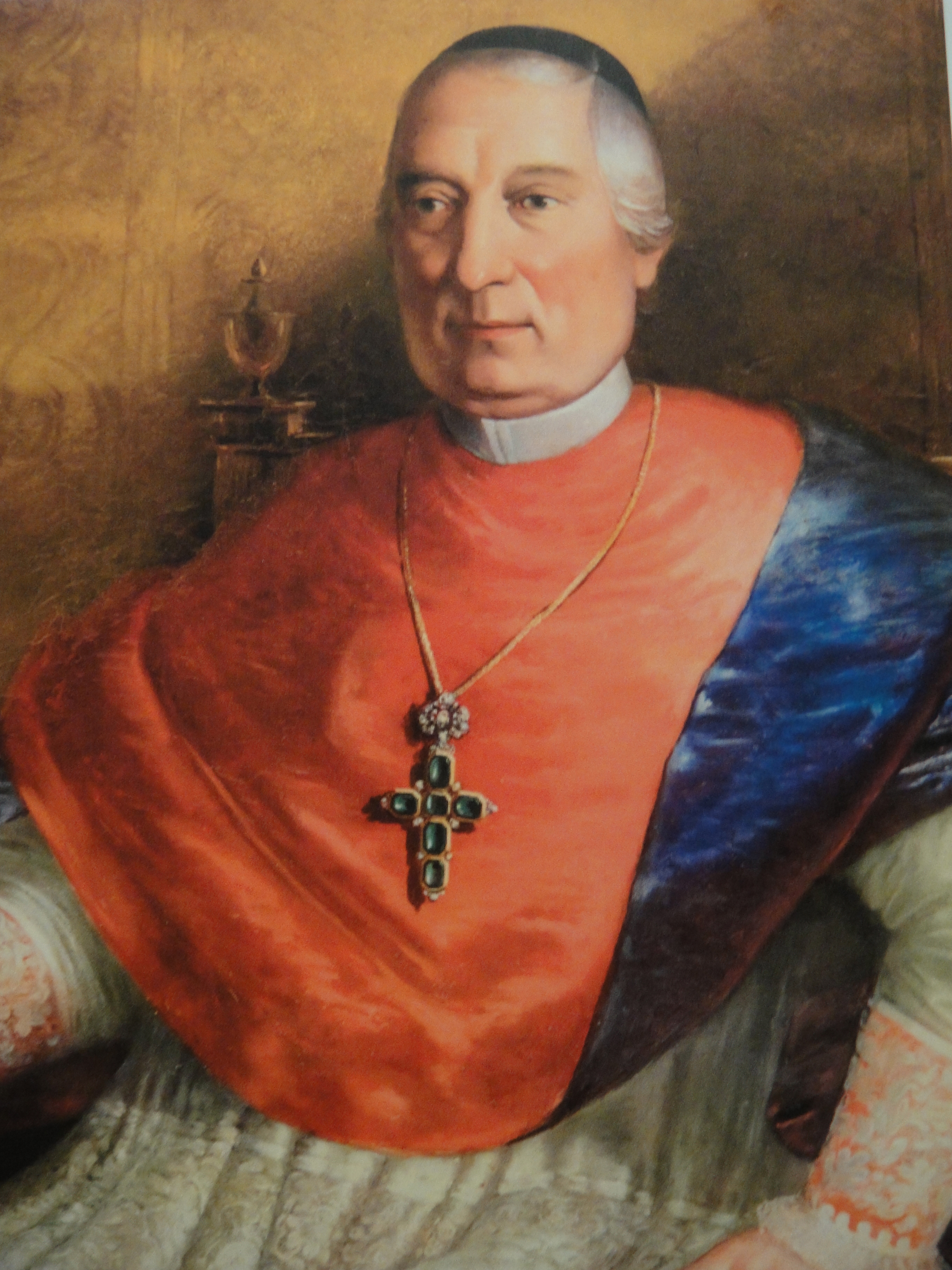
マルタ反乱軍の指導者のひとりフランチェスコ・サヴェリオ・カルアナ。後にマルタ司教となる。

マルタでは、フランス当局が急速に聖ヨハネ騎士団時代の制度を撤廃していた。カトリック教会もその被害を受けた。教会の財産はフランス軍のエジプト遠征費用に充てるため略奪され、敬虔なマルタ人の怒りを買った。9月2日、教会財産が競売にかけられるにいたりマルタ人の不満が爆発した。数日のうちに数千人のマルタ人非正規兵が集結して、フランス守備隊をヴァレッタへ追い込んだ。エマヌエーレ・ヴィターレとフランチェスコ・サヴェリオ・カルアナ率いるマルタ人組織「国民会議大隊」は約1万人に膨れ上がり、ヴァレッタを包囲した。このマルタ人たちは23門の大砲と沿岸の砲艦の小艦隊をフランス軍から奪った。フランス守備隊とマルタ人は断続的に小競り合いを繰り返したものの、要塞群はあまりにも頑強でマルタ民兵の手に負えなかった。
9月中旬、反乱に味方するポルトガル艦隊がマルタ島にやってきた。ニザ侯爵ドミンゴス・ザビエル・デ・リマ率いるこの艦隊の内訳は、戦列艦ダ・コンセイサン (大砲90門、ピュイセギュール艦長)、ライーニャ・ダ・プルトゥガル (大砲74門、トマス・ストーン艦長)、サン・セバスティアン (大砲74門、ミッチェル艦長)、アフォンソ・デ・アルブケルケ (大砲74門、ドナルド・キャンベル艦長)、ブリッグ艦 Falcão (大砲24門、ダンカン艦長)となっている。またこの艦隊には、イギリス海軍から戦列艦HMS ライオン（マンリー・ディクソン艦長）と火船HMS インセンダイアリー (ジョージ・ベイカー艦長)が合流していた。このポルトガル艦隊は、ネルソンの要請によりポルトガル政府がテージョから派遣してきたものだった。艦隊はマルタにいったん停泊した後、アレクサンドリアへ向かった。ネルソンはこれをマルタに送り返し、フランス守備隊の封鎖にあたらせた。
9月下旬、ジェームズ・ソーマレズ大佐率いるぼろぼろのイギリス艦隊13隻がマルタ島に到着した。これはナイルの海戦で損傷した諸艦で緊急修理を必要としており、包囲戦を直接支援することはできない状態だった。しかしソーマレズは9月25日にマルタ人の代表と面会し、次いで彼らの代理としてフランス守備隊のヴァーボワに休戦を持ち掛けに行った。対するヴァーボワは「あなたはフランスがこの地を保持していることを忘れておられるようだ。住民たちの運命はあなたとは無関係だ。あなたの最終通告にしたって、フランス戦士たちはそんなスタイルには慣れていないのだ」と返答した。フランス軍への降伏勧告が不首尾に終わると、ソーマレズは代わりにマルタ人勢力に1200丁のマスケット銃を提供し包囲を続けさせた。ソーマレズ艦隊もこれ以上修理を遅らせるわけにはいかなかったため、月末までにジブラルタルへ去っていった。
10月12日、イギリスの戦列艦HMS アレグザンダー（アレクサンダー・ボール艦長）、HMS カローデン（トーマス・トラウブリッジ艦長）、HMS コロッサス（ジョージ・マレー艦長）がニザ侯の艦隊に合流し、封鎖が完成した。同日、ヴァーボワはヴァレッタ新市街から最後の守備隊を引き上げた。この時フランス軍への参加を希望した約100人のマルタ人民兵も同行した。この時点でフランス守備隊は3000人以上を数え、物資も潤沢だった。またフランス陣営には、聖ヨハネ騎士団から接収した戦列艦デゴ、アテニエン、フリゲート艦Carthaginoiseに加え、ナイルの海戦で生き残り9月末にマルタに帰ってきたピエール・ヴィルヌーヴ少将率いる戦列艦ギヨーム・テル、フリゲート艦ジュスティス、ディアヌからなる艦隊も駐留していた。

### ゴゾ島占領
10月24日、ナポリで10日間を過ごしていたネルソン率いる戦列艦ヴァンガード、マイノーターがマルタ封鎖に参加した。10月28日、ボールがマルタ島北西のゴゾ島にいたフランス守備隊との交渉に成功し、217人のフランス兵が戦闘を経ず降伏した。ゴゾ島と要塞、大砲24門、莫大な弾薬、小麦粉3,200袋がイギリス軍の手に渡った。公式にはナポリ王国がゴゾ島の領有を宣言したものの、実際にはイギリスとマルタ人住民の代表が統治をおこなった。彼らの最初の政策は、フランス軍から獲得した食料を1万6000人の島民に分配することだった。マルタや周辺の諸島は自給自足できる環境ではなく、また多くの軍員がいる状態になったため、マルタの食料情勢はひっ迫していた。さらにナポリ王国が領有を宣言しておきながら補給物資の輸送を拒否したため、ボールらイギリス将校らがイタリアから食料を供給する責任を負うことになった。年末までに、マルタ人の兵数は当初の1万人から1500人まで減り、これを封鎖艦隊から駆け付けた500人のイギリス・ポルトガル海兵隊が支援する態勢になっていた。この時点で封鎖艦隊はイギリス艦5隻とポルトガル艦4隻からなっており、司令部はマルタ島内のセント・ポールズ・ベイとマルサ・シロッコ（現マルサシロク）に置かれた。

## マルタ封鎖

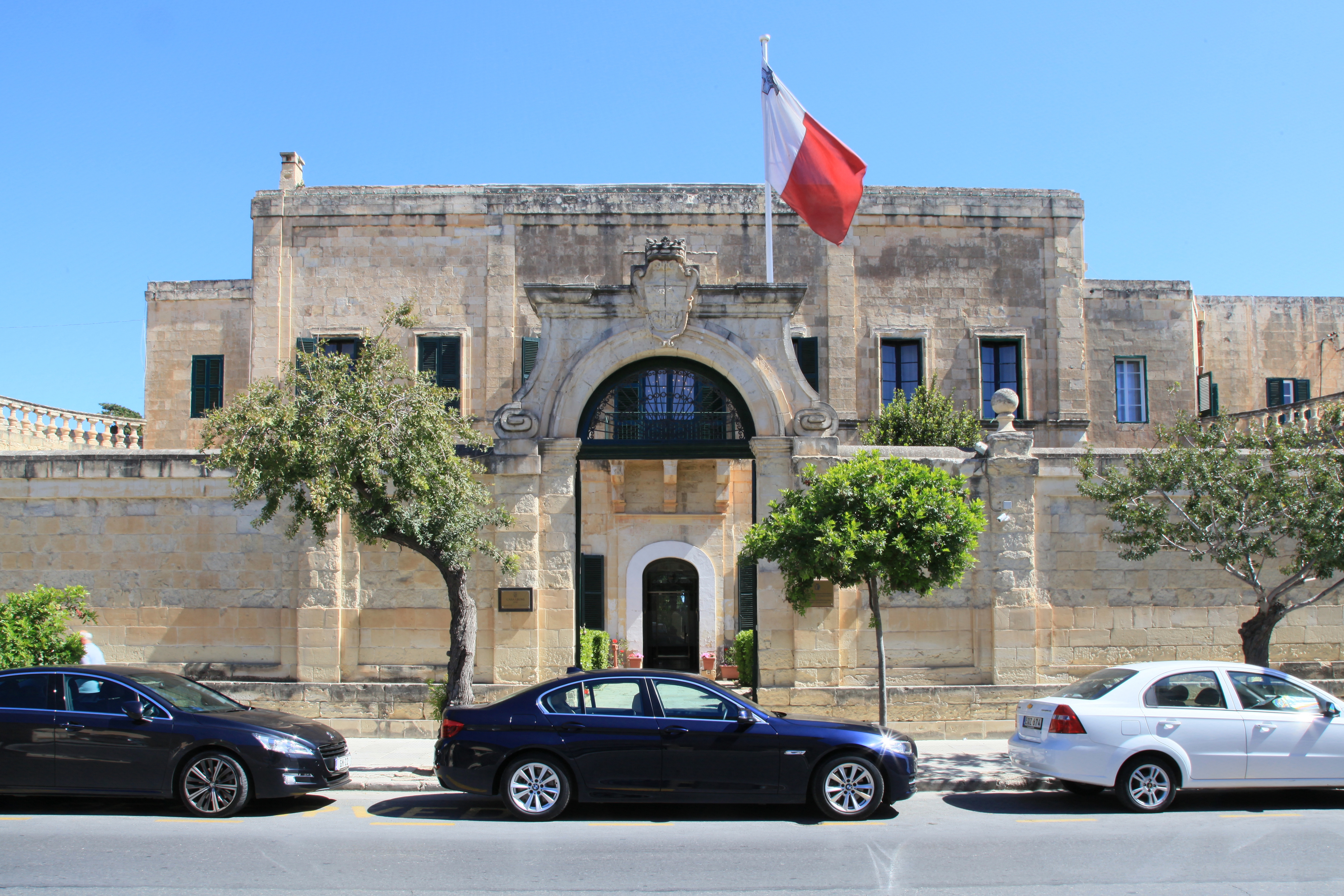
マルタ国民会議大隊の司令部カサ・レオーニ

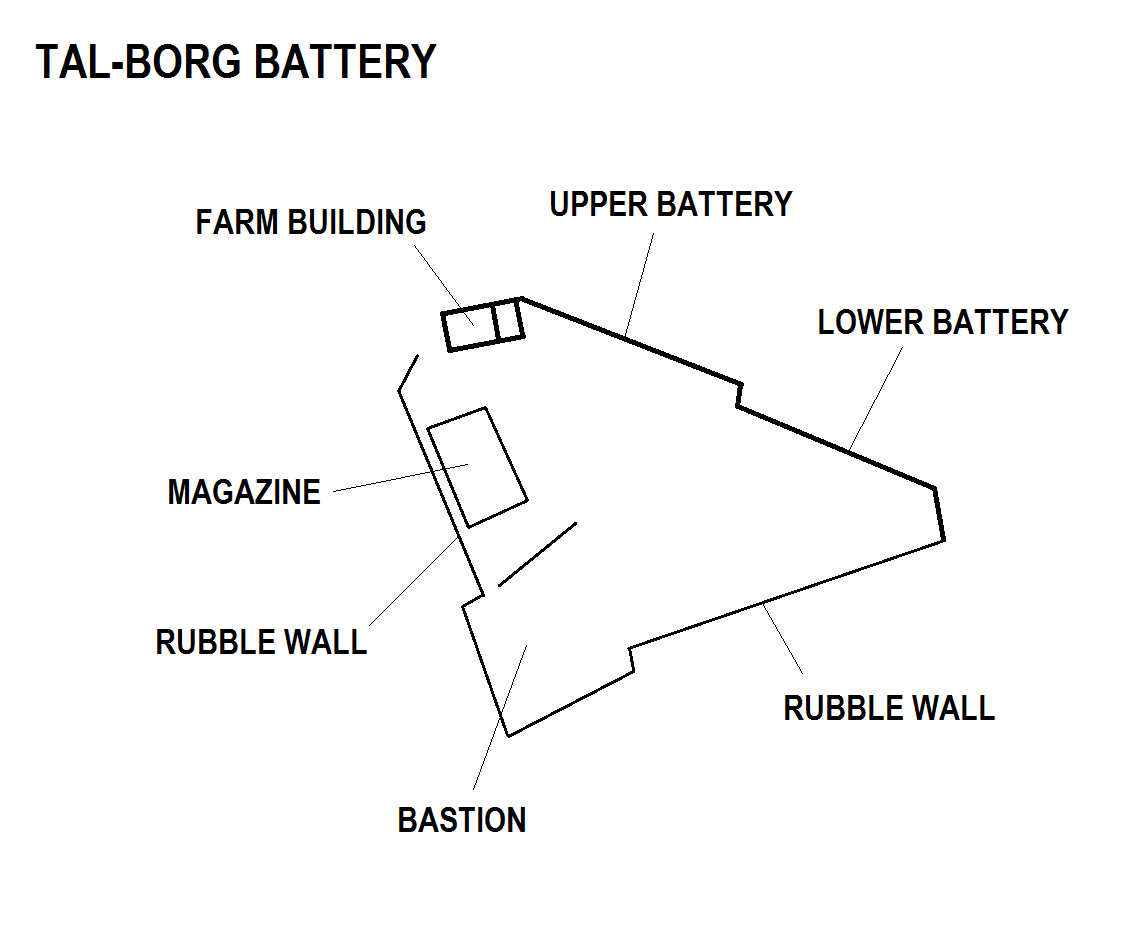
タル＝ボルグ砲台の地図。フランス軍陣地を砲撃し、またフランス軍の反抗を阻止するためにマルタ人が建設した。

1799年は包囲を続けるイギリス軍やマルタ人にとってフラストレーションがたまる年となった。イギリス軍は包囲を完遂するため度々大規模な増援を要請していたが、そのたびに却下されていた。地中海のイギリス陸軍を指揮するジェームズ・セント・クレアー＝アースキン少将は、ボールによるマルタ包囲よりも、イタリア半島での第二次対仏大同盟戦争とメノルカ島防衛を重視しており、大陸でフランスに敗北を喫したナポリも支援を拒否し続けていた。1月、フョードル・ウシャコフ率いるロシア艦隊が一時的にマルタ沖に現れたが、間もなくロシア・オスマン軍によるコルフ島包囲のため去ってしまった。イギリス・ポルトガル連合軍とマルタ人が食料調達に苦労する一方で、フランス側は1799年前半のうちに何度か包囲を突破して補給物資を搬入することに成功していた。1月、アンコーナから来たスクーナー1隻がヴァレッタに入港した。2月にはトゥーロンから補給物資を積んだフリゲート艦Boudeuseが到着し、包囲網をすり抜けて入港した。5月、エティエンヌ・ユースタシュ・ブリュイ提督率いるフランスの大艦隊が西地中海に進入するに至り、ネルソンはマルタ包囲に参加しているものも含めて地中海に散らばっていた艦隊を集結せざるを得なくなった。この間、フランスは包囲網が薄くなったマルタのヴァレッタに、比較的容易に補給船を送り込むことができた。
しかしこうした度々の補給の成功にもかかわらず、フランス守備隊の食料は急速に底をつき始めていた。物資節約のため、フランス軍はヴァレッタから市民を追い出すことにした。1799年の時点で4万5000人いたヴァレッタの人口は、1800年には9000人まで減った。包囲戦の名目上の司令官はネルソンだったが、実際には国民会議大隊の司令官となったボールが指揮を執っていた。マルタ人の間には食糧難により疫病がはやり始めていたため、ボールはマルタの軍と民兵司令官の連絡網を通じ、補給物資の分配を指示した。その後ボールは自艦アレグザンダーに戻り、主席副官のウィリアム・ハリントンが後を受け継いだ11月1日、ネルソンは改めてフランス守備隊に降伏を勧告したが、ヴァーボワは「我々は、あなた方が我が国に対するようにあなたの国の敬意を得ることを熱望しており、最後まで要塞を守り抜く決意は固い」と返答した。この時、ネルソンはパレルモのナポリ宮廷におり、遠隔の地から包囲戦を指揮していた。しかし彼はこの地でギャンブルや社交に明け暮れ、駐ナポリ大使ウィリアム・ダグラス・ハミルトンの夫人エマ・ハミルトンと愛人関係になった。こうしたネルソンの行動は、最近セント・ヴィンセント卿から代わった上官のジョージ・エルフィンストーン中将のみならず、トーマス・トラウブリッジら旧友にも非難されるところとなった。トラウブリッジはネルソンに対し、「もし君が友の君に対する感情を理解しているなら、君は必ずや夜のパーティーを止めてくれるだろうと思っている……私は閣下（ネルソン）に、やめるよう懇願しているのだ。」と書き送っている。1799年12月、アースキンに代わり地中海のイギリス陸軍を掌握したヘンリー・エドワード・フォックス中将は、直ちにトマス・グラハム准将率いる800人の部隊をメッシーナからマルタに回した。これは、リスボンへの帰還命令が出ていたポルトガル軍の後を埋める措置だった。一方ヴァレッタ市内では、食料不足にともない疫病が広まり始めた。フランスでブリュメール18日のクーデター（1799年11月9日）が起こり、ナポレオンが第一統領に就任したというニュースは、1800年1月に通報艦が到着したことでようやくマルタの守備隊の知るところとなった。これを受け、ヴァーボワは悪条件下においても決して降伏しないという声明を出した。

## 守備隊の飢餓と救出の試み

### 護衛船団の海戦
1799年にナポリ帰還を果たしていたナポリ王国政府は、1800年2月初頭にようやくマルタ包囲への参加を承諾した。エルフィンストーンの旗艦HMS クイーン・シャーロットに従う艦隊に1200人のナポリ兵が乗り込み、マルタに上陸した。この後しばらくエルフィンストーンとネルソンはマルタ封鎖艦隊にとどまった。この時点で封鎖艦隊はイギリスの戦列艦6隻、ナポリの戦列艦数隻、両国のフリゲート艦数隻で構成されていた。2月17日、シチリア沖でフランス艦隊の動きを監視していたフリゲート艦HMS サクセス艦長シュルダム・ピアードから、マルタに6，7隻のフランス艦隊が向かっており、それを尾行しているという報告が届いた。このフランス艦隊はトゥーロンからマルタ救援に向かっていたもので、膨大な食糧と3000人の兵を載せていた。ジャン＝バティスト・ペレー少将率いる旗艦ジェネリューは、2年前のナイルの海戦で生き残った1隻だった。2月18日、マルタのイギリス艦アレグザンダーの見張りがフランス艦隊を発見した。フリゲート艦サクセスはフランス艦隊を追撃して輸送艦を捕獲した後、格上のジェネリューに攻撃を仕掛けた。サクセスも手痛い反撃を受けたものの、その2回目の片舷斉射でペレーが致命傷を負ったため、ジェネリューは艦速が鈍り、ネルソン率いるHMS フードロヤントとHMS ノーサンバーランドに追いつかれてしまった。圧倒的劣勢に立たされたジェネリューは、降伏した。

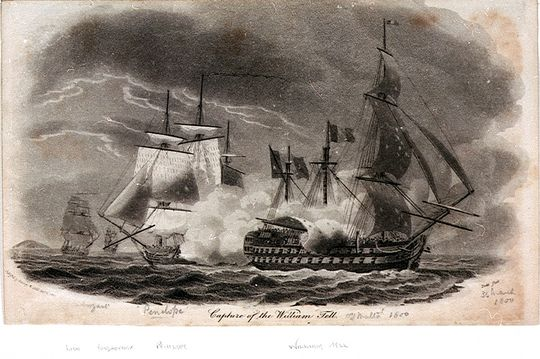
ギヨーム・テルの捕獲

ジェネリューが捕獲されて間もなく、エルフィンストーンはクイーン・シャーロットに乗ってイタリア沿岸へ帰った。しかしエルフィンストーンが岸におりている間に火事が起き、彼の旗艦は700人の兵の命と共に失われた。出発する前、エルフィンストーンはネルソンにパレルモへ戻らぬよう、シチリアに帰るとしてもシラクサまでだときつく言いつけていた。しかしネルソンはこの命令を無視して3月下旬までにはパレルモに帰り、公然とエマ・ハミルトンと交際していた。ネルソン不在中はトラウブリッジが封鎖艦隊を指揮し、トラウブリッジはさらに一時的にマンリー・ディクソン大佐に指揮をゆだねた。5月31日、デクレ率いるフランスの戦列艦ギヨーム・テルがマルタの封鎖を突破しヴァレッタに入ろうとした際、マンリー・ディクソンは艦隊を率いて応戦に向かった（1800年3月31日の海戦）。フリゲート艦HMS ペネロピ（ヘンリー・ブラックウッド艦長）に捕捉されたギヨーム・テルは北方へ逃げたが、まずペネロピ、次いでディクソンのHMS ライオンに追いつかれた。ギヨーム・テルはこの2艦を何とか追い返したものの、自身も酷い損傷を負った。間もなく強力なフードロヤント（エドワード・ベリー艦長）が到着し、ギヨーム・テルは絶望的な状態で2時間応戦した末に降伏した。船体はぼろぼろでマストを失っており、戦闘中に200人以上の乗組員が死傷していた。

### 1800年初頭のフランス守備隊
フランス海軍が敗北し、城内の食料も欠乏する状況で、イギリス側はマルタのフランス守備隊に3度目の降伏勧告を行った。対するヴァーボワは「あなたの提案を受け入れるには、当地はあまりにも条件が良く、私はあまりにも国家の大事と己の名誉を理解しすぎているのだ」と述べ、やはり降伏勧告を蹴った。実際には、フランス守備隊の置かれた状況は惨憺たるものであった。ヴァレッタ市内の食料品は高騰著しく、1800年2月の時点で鶏16フラン、ウサギ12フラン、卵20スー、レタス18スー、ネズミ40スー、魚1ポンドに40スーの値がついていた。住民の間には発疹チフスが蔓延し、馬肉スープが唯一供給される食料となっていた。

## ネルソンのクルーズ
4月23日、ネルソンはフードロヤントに乗ってパレルモを出発した。ウィリアム・ダグラス・ハミルトンとエマ・ハミルトンも客人として同乗していた。彼らはシラクサを経由してバレッタに到着した。しかしベリー艦長が船を海岸に寄せすぎて、要塞のフランス守備隊から砲弾が飛んでくる事態となった。弾が船に命中することはなかったが、ネルソンはエマ・ハミルトンを危険にさらしたことで怒り狂い、直ちにベリーに後退を命じた。エマが後甲板からの避難を拒否したことで、ネルソンの怒りはさらに激しくなった。フードロヤントはマルサ・シロッコに錨を下ろし、そこでトラウブリッジとグラハムを主人役としながら、ネルソンとエマは公然と生活を共にしていた。一方古物収集家で外交官のウィリアム・ハミルトンは、もっぱらマルタ島の探検に時間を費やした。6月初旬、ネルソン一行はパレルモに戻り、陸路ヨーロッパを長々と縦断してイギリスに帰った。ネルソンはまたもエルフィンストーンの明確な命令を無視してフードロヤントとアレグザンダーをマルタ封鎖の任務から外し、ナポリ王家がリヴォルノへ向かう際の護衛に充てた。ネルソンの不服従に対するエルフィンストーンの憤激は、「ハミルトン嬢が艦隊を指揮しているのはもうたくさんだ」と公言するほどであった。5月、トラウブリッジがイギリスにもどってジョージ・マーティン海軍大佐と交代し、グラハムもヘンリー・ピゴット陸軍少将と交代した。

## 降伏
イギリス海軍によるヴァレッタへの補給の遮断は1800年夏まで続き、8月の時点でフランス守備隊の状況は絶望的であった。もはや馬や駄獣、犬、猫、鶏は残っておらず、ウサギがわずかに市内に生息しており、貯水槽は空になっていた。薪すら尽きかけていたため、守備兵がフリゲート艦Boudeuseを解体して燃料にする有様だった。もはや敗北は必至となり、ヴァーボワはフリゲート艦ディアヌとジュスティスにそれぞれ約115人という最小限の人員を乗せ、トゥーロンにむけ包囲突破を図らせた。8月24日夜、両艦は良い風が吹いたのを狙って夜陰に紛れ脱出を試みたが、間もなくイギリス艦サクセスの物見に発見された。サクセスのピアード艦長は直ちに追撃を命じ、ジェネリュー（護衛船団の海戦での降伏後にイギリス海軍に編入）とノーサンバーランドが後に続いた。ソレン艦長率いるディアヌは船足が遅く、たちまちサクセスに追いつかれ、数回砲撃を交わしたところで降伏した。後にディアヌはイギリス海軍のフリゲート艦ニオベとなった。一方ジャン・ヴィルヴィーヌ艦長率いるジュスティスは追撃を振り切り、トゥーロンにたどり着いた。包囲戦中、マルタから封鎖を突破して帰還できた船は、この一隻のみだった。
9月3日、飢餓と疫病による死者が一日100人を超えるに至り、ヴァーボワは将校を集めて協議し、満場一致で降伏することを決めた。翌日イギリス陣営に使者が派遣され、午後にピゴットとマーティンがヴァーボワとヴィルヌーヴの協定案に署名した。交渉においてはマルタ人は蚊帳の外に置かれていたが、彼らの司令官を務めていたアレクサンダー・ボールが初代Civil Commissioneに任じられた。フランス守備隊の降伏は無条件降伏といえるものだった。マルタ島、その属島、要塞群、軍需物資はすべてイギリスの手に渡った。その中には戦列艦アテニエン、デゴ、フリゲート艦Carthagénaise（以上はフランスが聖ヨハネ騎士団から接収したもの）が含まれていたが、そのうちアテニエンだけがイギリス海軍に編入され、残りは解体された。またイギリスはその他2隻の商船と様々な軍艦を獲得した。

## その後
マルタを獲得したイギリスは地中海中央部を支配できるようになり、1801年にエジプトをフランスから奪還する際にもマルタが重要基地とされた。
同年にフランス革命戦争を終結させるため結ばれたアミアンの和約でイギリスはマルタから撤退することが定められたが、イギリスはこの内容に不満であり、間もなくナポレオン戦争が勃発する原因の一つにもなった。名目上の聖ヨハネ騎士団総長を務めていたロシア皇帝アレクサンドル1世は、長きにわたりマルタ島の領有を主張しており、イギリスと同盟する際にはその割譲を前提条件として要求した。しかしイギリス首相小ピットがにべもなく拒否すると、ロシア側は譲歩してこの条件を付けず反フランス同盟を結ぶことに同意した。
マルタはその後イギリスの長い統治期を経て、1964年に独立した。